# نافع الانصاري
الشيخ محمد المختار المعروف بإنفا (وليس نافع) وهو بن محمد المصطفى بن محمد الْمُزَّمِّل بن الشيخ العلامة محمد أحمد الخزرجي الانصاري 
1. ↑  كتاب الاوفى المختار الفصل الخامس صفحة 123

## اصله
الشيخ إنفا الأنصاري من قبيلة الأنصار من الأوس والخزرج الذين نزحوا من موطنهم القديم المدينة المنورة، ثم استقر كثير منهم في بلاد الأندلس بعد فتحها ، وانتشروا في الأقطار الإسلامية، ولا سيما بلاد المغرب ومصر، واستوطن خلق كثير منهم البلاد المعروفة الآن بتونس والمغرب والجزائر وليبيا وموريتانيا ، وتعرف ببلاد المغرب العربي، حتى صارت هناك مدن عرفت بهم، مثل . مدينة الأنصاريين بتونس ، واشتهر منهم كثير من أعلام العلم والفقه والزهاد والدعاة في مدن فاس ومراكش وسجلماسة وتمبكتو وتوات والقيروان، وأروان، و وَلاتة، وغيرها من مدن بلاد المغرب والصحراء الكبرى ، بل إن أعلام هذه القبيلة في تلك المنطقة يعدون من أشهر الأعلام فيها على مر تاريخها في الإسلام ، وقد كثرت عوائلهم وبطونهم في بلاد المغرب من لدن بداية الفتح الإسلامي إلى يومنا هذا

## ولادته
بعض نسخ كتاب الرحلة الأنصارية تشير إلى أن الشيخ المزمل هو الذي ترك أهله حيث توفي أبوه محمد أحمد في بلد إهير المذكور في بلاد إيكدز ثم سافر إلى بلاد تمبكتو للاستكشاف والاستطلاع، فتوفي في مكان يقال له أفيتاول على شاطئ النهر الذي يجري هناك، قبالة الموضع المعروف بـ تين ناتن وهو الذي صار مساكن الأنصار من أهل إينابَلَحَنْ فيما بعد، فدفن هناك فلما توفي الشيخ المزمل في ذلك المكان ترك الوصية المسلسلة لابنه محمد المصطفى المذكور، ثم انتقل هذا الأخير بعد وفاة والده المزمل إلى قرية أروان شمال تمبكتو ويبدو أن محمد المصطفى انصرف إلى هذه القرية وترك التوجه إلى تمبكتو التي كان أبوه يريدها ، لأنه لم يجد خبراً عنها من ثقة يطمئن به ، فقد توفي أبوه الذي ذهب مستطلعا لها فانقطع خبرها ، أو أنه أجل التوجه إليها لأمر ما لا يعرفه آنذاك إلا الخاصة، وهو الغزو السعدي الوشيك لتمبكتو، فلما نزل بلدة أروان نزل على قوم من العرب والطوارق، وتزوج منهم امرأة اسمها مامّة بنت تمكلت بن محمد بن أبي بكر، فولد له منها ولده الشيخ العلامة إنفا بعد عام ١٠٠١هـ. وبعد وفاة الشيخ محمد المصطفى في القرية المذكورة نفسها ، وقيل بل في إيكدز حيث كان أبوه وجده، ترك الوصية لأبنه الشيخ إنفا وهو الذي اشتهرت به اسرة آل إنفا، في العصور المتأخرة، وذهب الشيخ إنفا للحج، وبعد عودته من الحج تزوج امرأة من أهل أروان، اسمها فاطمة الفردوس بنت أحمد بن فرديمس بن عياض بن محمد الفقي بن أيتا بن محمد المختار بن إبراهيم بن داود إلى الحسن بن علي بن أبي طالب رضي الله عنه

## أنتقاله
لقد انتقل الشيخ محمد بن إنفا الأنصاري إلى بلاد تمبتكو بعد وفاة أبيه بعد المائة التاسعة من الهجرة، في نهاية القرن العاشر الهجري، فاستوطنها هو وذريته من بعده، حسب ما هو مدوّن في تاريخهم المروي عنهم

## وفاته
توفي عن زوجته فاطمة الفردوس بنت أحمد بن فرديمس القرشية بعد أن أولدها ولداً هو محمد بن إنفا وتزوج بها بعده العلامة القاضي أحمد بن آد بن محمد بن أبي بكر بن غوث ... إلى الحسن بن علي بن أبي طالب

## مكان وفاته
قيل انه لما كبر وضعف رحل به ابنه محمد إلى بلاد تمبتكو في المائة التاسعة بعد الهجرة ، غير أن المشهور عند مؤرخي أسرة بني إنفا أن الشيخ إنفا توفي ببلدة أروان، وسكن إينشقاغَنْ وهي أروان وأول قدومه، وتزوج في هذه القرية وعاش فيها، ثم أخذ يسافر إلى تمبتكو ويعود إلى أروان، حتى ولد له ابنه محمد، فكان آخر أمره أن توفي وهو في أروان ودُفِنَ فيها

## المرجع
1. ↑  د. ياسر حميد حامد آل عبدالوهاب الخزرجي الأنصاري, د. ياسر (2018-01-01). تاريخ قبائل الأنصار في سائر البلدان والأقطار (بالعربیة) (1st ed.). دار سنابل الكتاب: دار سنابل الكتاب. Vol. 1. p. 339-350. ISBN:9789775255389. {{استشهاد بكتاب}}: تحقق من التاريخ في: |سنة= (help)صيانة الاستشهاد: التاريخ والسنة (link) صيانة الاستشهاد: لغة غير مدعومة (link)
2. ↑  كتاب الأوفى المختار في تاريخ بني إنفا الأنصار صفحة 125
3. ↑  كتاب الأوفى المختار في تاريخ بني إنفا الأنصار صفحة 130
4. ↑  كتاب الأوفى المختار في تاريخ بني إنفا الأنصار صفحة 126
5. ↑  الدكتور عبد الله بن محمد الأنصاري، د. عبدالله (2009). الأوفى المختار في تاريخ بني إنفا الأنصار (ط. 1st). الرياض، المملكة العربية السعودية.: دار الكتاب والسنة للنشر الدولي. ج. 1. ص. 448. ISBN:978-603-00-4262-3.{{استشهاد بكتاب}}:  صيانة الاستشهاد: التاريخ والسنة (link)
6. ↑  كتاب الأوفى المختار في تاريخ بني إنفا الأنصار (2009)، ج. 5، ص. 124، الفصل سيرة بني إنفا الأنصار.
7. ↑  كتاب الأوفى المختار في تاريخ بني إنفا الأنصار (2009)، ج. 5، ص. 125، الفصل سيرة بني إنفا الأنصار.
8. ↑  كتاب الأوفى المختار في تاريخ بني إنفا الأنصار (2009)، ج. 5، ص. 126، الفصل سيرة بني إنفا الأنصار.
9. ↑  كتاب الأوفى المختار في تاريخ بني إنفا الأنصار (2009)، ج. 5، ص. 131، الفصل سيرة بني إنفا الأنصار.
10. ↑  كتاب الأوفى المختار في تاريخ بني إنفا الأنصار (2009)، ج. 5، ص. 132.
11. ↑  كتاب الأوفى المختار في تاريخ بني إنفا الأنصار (2009)، ج. 5، ص. 133، الفصل سيرة بني إنفا الأنصار.